# Casa matriz del Banco del Estado de Chile
La casa matriz del Banco del Estado de Chile es un edificio, ubicado en el Barrio Cívico de Santiago de Chile, que alberga a las oficinas principales del Banco del Estado de Chile (conocido comercialmente como BancoEstado).
Se emplaza en la intersección de la Avenida Libertador General Bernardo O'Higgins con calle Morandé, a un costado de la Plaza de la Ciudadanía, fachada sur del Palacio de La Moneda. Tiene la categoría de «Inmueble de Conservación Histórica».

## Historia

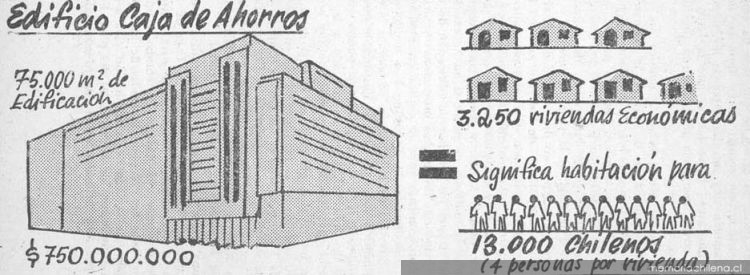
Panfleto de la Falange Nacional criticando el costo del edificio, equivalente a 3250 viviendas económicas.

Fue diseñado por el arquitecto Héctor Mardones, quien ganó el concurso de anteproyecto para las oficinas del banco en el año 1945. Las obras de construcción se iniciaron el 6 de septiembre de 1944, extendiéndose hasta 1952, e inicialmente fue llamado Edificio de la Caja Nacional de Ahorros, ya que el Banco del Estado sólo tuvo existencia legal en septiembre de 1953.
A las 10:50 del 26 de septiembre de 1952, y con el edificio aun en construcción, un andamio de 35 metros de altura se derrumbó, dejando un total de 10 obreros muertos y 19 heridos de gravedad. Se realizó un masivo funeral en el Cementerio General de Santiago el 29 de septiembre.
Además de las oficinas de BancoEstado, alberga al Museo del Ahorro, fundado en 1992, a la Galería Antonio Varas, que inicialmente estaba destinada a las oficinas del banco, pero que posteriormente se convirtió en una galería comercial, y a la Sala Antonio Varas, ocupada por el Teatro Nacional Chileno.